# Giá đỗ

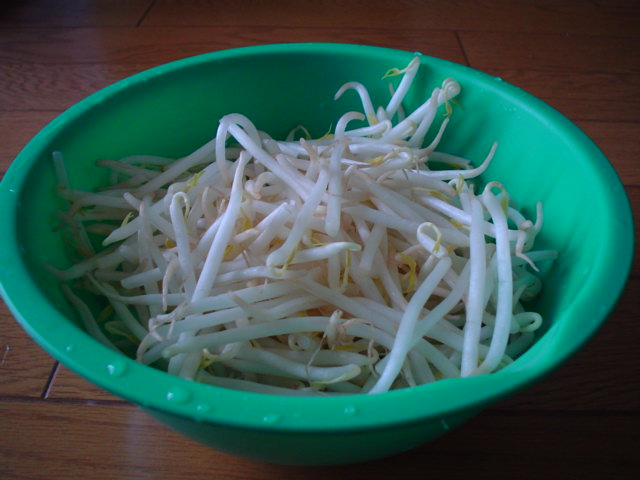
Giá.

Giá đỗ (hay còn gọi là giá, giá đậu, củ giá hoặc quả giá) là hạt đậu xanh nảy mầm, dài 3 đến 7 cm. Thường được ủ, nảy mầm từ hạt đậu xanh, một số loại giá đỗ khác từ mầm đậu tương hoặc đậu Hà Lan được đánh giá là bổ hơn.

## Làm giá đỗ

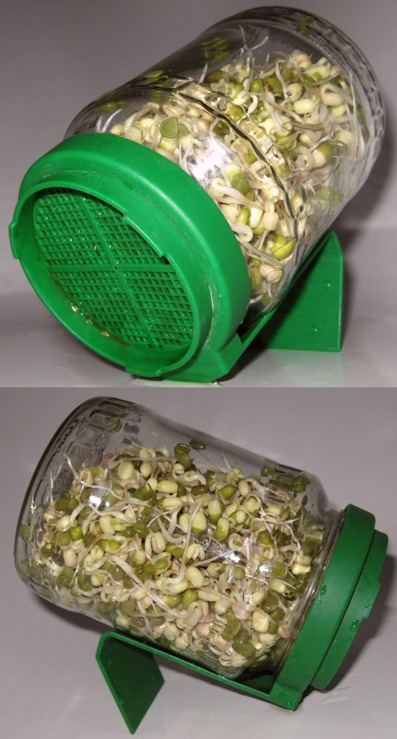
Ngâm giá đỗ trong lọ thủy tinh.

Thường 1kg đậu làm được 1 nồi giá cỡ trung bình. Đậu được đãi, rửa thật sạch, phơi ráo trong bóng râm, loại bỏ hạt xấu, ngâm nước trong nồi đất nung được cọ rửa sạch khoảng 3 đến 6 giờ liền đến khi đậu trương lên, nước ngâm nên dùng loại nước giếng khơi để món giá được trắng và ngọt, khi đậu đã trương tiếp tục lấy lá tre gài miệng nồi theo kiểu đan phên cài, sau đó úp nồi xuống nền đất đợi nảy mầm.
Trong một đêm, người ta đổ thêm nước vào nồi 3, 4 lần, mỗi lần cho nước vào khoảng 30 phút, sau đó lại chắt nước ra. Khoảng 4 đến 5 ngày giá đỗ sẽ mọc đều, trắng muốt, dài chừng 3 đến 4 cm. Tổng trọng lượng của nồi giá khi đó lớn gấp nhiều lần nguyên liệu khi mới cho vào ủ, trung bình mỗi nồi sẽ cho từ 8 đến 10 kg giá đỗ thành phẩm. Lúc này thân giá mập mạp, để lâu hơn phần thân mọc dài ra và hai lá mầm tiêu giảm đi giá sẽ không còn ngon nữa. Người ta thường sàng sảy cho phần vỏ xanh rời hẳn khỏi hai lá mầm trước khi sử dụng.
Thực ra không cần thiết phải đổ thêm nước vào nồi 3, 4 lần trong một đêm mà chỉ cần tưới giá vào buổi sáng và chiều mỗi lần khoảng 1 giờ. Lưu ý trong quá trình làm giá nếu gặp thời tiết quá lạnh hay quá nóng đều có thể dẫn đến hỏng giá.
Tại Việt Nam hiện nay, nhiều nhà sản xuất giá sử dụng hóa chất của Trung Quốc từ đầu đến cuối khâu sản xuất để thu hẹp thời gian sản xuất cho ra những cọng giá ăn không rễ, mập mạp, trắng đẹp bắt mắt, tăng trưởng nhanh... hóa chất dùng để ngâm giá và pha nước tưới giá cũng là của Trung Quốc, một loại bột màu trắng. Những sản phẩm này được tiêu thụ rộng rãi trên thị trường.

## Thưởng thức
- Giá đỗ là thành phần quan trọng trong các món ăn như bánh xèo, bún bò Nam Bộ, hủ tiếu...
- Giá đỗ có thể được ăn sống, như một trong các loại rau sống, rất thường thấy khi kết hợp với các loại rau thơm khác trong đĩa rau sống ăn kèm bún chả.
- Nó cũng thường được cho vào món chiên, xào với thịt, nấu với một số loại canh chua, chần sơ ăn như rau.
- Giá được xử lý làm món ngâm chua thường đi chung với dưa chua làm thành món dưa giá, hoặc kết hợp với dưa chuột thái mỏng làm dưa muối xổi, ăn với thịt kho Tàu hoặc những đồ ăn nhiều mỡ.
- Giá là một thành phần không thể thiếu trong các thứ rau bổ sung cho món phở ở miền Nam Việt Nam và phở miền Bắc. Giá có thể dùng sống hay chần cho vừa chín tới ăn với phở.

## Biến thể
Một số vùng còn có vài loại giá khá đặc biệt, chẳng hạn như những vùng đồi trung du Phú Thọ còn ủ hạt quả cọ để lấy mầm giá.

## Dinh dưỡng
Giá đỗ giàu vitamin đặc biệt là vitamin C, khoáng chất, amino acid, protein và chất có nguồn gốc thực vật (phytochemicals), những chất cần để mầm cây phát triển, cũng là các chất bổ dưỡng cho người. Ăn giá hay mầm ngũ cốc cũng là một cách để tăng giá trị chất dinh dưỡng và khả năng hấp thụ dinh dưỡng của các loại đậu và ngũ cốc.

## Lưu ý khi sử dụng giá đỗ
Tuy giá đỗ rất bổ, nhưng cần rửa kỹ giá đỗ trước khi sử dụng. Joy Larkom khuyên mọi người không nên ăn trên 550g giá sống mỗi ngày, do có thể có cả chất độc trong giá sống (‘Salads For Small Gardens’, Hamlyn 1995).
Gan lợn xào giá là món khoái khẩu của không ít người, nhưng thực ra không nên kết hợp chúng với nhau. Nếu xào lẫn hoặc ăn hai thứ cùng lúc, chất đồng trong gan sẽ khiến vitamin C trong giá bị oxy hóa, gây mất chất bổ.